# دكمة داغيلدي
دكمة داغيلدي هي قرية في مقاطعة نير، إيران. عدد سكان هذه القرية هو 28 في سنة 2006.